# روبرت ماكي باشفورد
روبرت ماكي باشفورد هو محامي وقاضي وسياسي أمريكي، ولد في 31 ديسمبر 1845 في فايت في الولايات المتحدة، وتوفي في 29 فبراير 1911. نشط حزبياً في الحزب الديمقراطي. وقد انتخب عضو مجلس ولاية ويسكونسن ‏.